# Mécanisme d'entrainement des panneaux solaires
 (février 2020).
Si vous disposez d'ouvrages ou d'articles de référence ou si vous connaissez des sites web de qualité traitant du thème abordé ici, merci de compléter l'article en donnant les références utiles à sa vérifiabilité et en les liant à la section « Notes et références ».

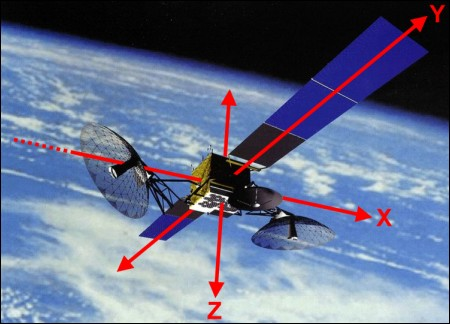
Dessin schématique d'un satellite géostationnaire avec panneaux solaires rotatifs.

Un mécanisme d'entrainement des panneaux solaires, en anglais SADM (Solar Array Drive Mechanism), est un dispositif technique sur des satellites stabilisés sur les 3 axes (x, y, z) qui aligne de manière optimale les cellules du ou des panneaux solaires pour être en face du Soleil. Cet alignement se fait grâce à un ensemble constitué d'un moteur et d'une boîte de vitesse appropriée. Ce bloc électromécanique transfère l'énergie électrique produite par les panneaux solaires au satellite. Dans le cas d'un satellite géostationnaire, l'axe des panneaux solaires est en direction du nord-sud, perpendiculaire à la direction du vol et parallèle à la Terre.

## Contraintes techniques
Un mécanisme d'entrainement nécessite une conception technique très exigeante à cause des puissances électriques élevées allant jusqu'à 25 kW avec des sorties inférieures à 50 V sont courantes mais la tension fournie peut aller jusqu'à 120 V. De plus des signaux de commande sont transmis des panneaux solaires au satellite via des bagues collectrices. Ce mécanisme doit aussi avoir un haut niveau de robustesse et de fiabilité. La sélection, la conception et l'isolement des éléments mécaniques permettant la rotation du panneau sont particulièrement critiques. Par exemple, les lubrifiants pour la partie mécanique posent également un défi particulier dans l'espace. Le mécanisme d'entrainement est exposé à des charges mécaniques élevées au début, mais aussi pendant le processus de dépliage des panneaux solaires. Dans le cas d'orbites basses, il y a une contrainte mécanique permanente sur la chaîne cinématique, car une révolution est généralement requise par orbite. Par conséquent, des éléments importants, comme cela est courant pour les applications spatiales, sont conçus de manière redondante.
Des applications spéciales avec une amplitude de mouvement limitée peuvent également fonctionner avec une boucle de câble ou un faisceau de câbles torsadés. Des versions à deux axes sont également possibles si l'orientation requise vers le Soleil ne peut être garantie autrement.

## Incidents liés au mécanisme
Le satellite Olympus-1, lancé en 1989, a perdu son panneau solaire sud en raison probablement, d'après la commission d'enquête, d'un arc électrique dans le mécanisme d'entrainement des panneaux solaires. 
Le satellite Eutelsat 5 West B, lancé en 2019, a aussi perdu son panneau solaire sud lors de sa mise en orbite et avant sa mise en service à cause du mécanisme d'entrainement des panneaux solaires.